# مارك أوشينج
مارك أوشينج (بالإنجليزية: Mark Ochieng)‏ (9 ديسمبر 1996 بنيروبي في كينيا - ) هو لاعب كرة قدم أسترالي في مركز الدفاع. شارك مع منتخب أستراليا تحت 17 سنة لكرة القدم. أما مع النوادي، فقد لعب مع FFA Centre of Excellence ‏.

## روابط خارجية
- مارك أوشينج على موقع قاعدة بيانات كرة القدم.إي يو (الإنجليزية)
- مارك أوشينج على موقع Soccerway.com (الإنجليزية)